# That Girl
That Girl é o terceiro single da banda McFly e o primeiro lançado depois da liberação do álbum de estréia da banda, Room on the 3rd Floor. O lançamento do single ocorreu em 6 de setembro de 2004, pela Island Records, e este foi o primeiro da banda a não alcançar o topo da UK Singles Chart, ficando na terceira posição. Também posicionou na Irish Singles Chart, na posição #13.
A canção foi composta pelo vocalista Tom Fletcher e pelo ex-Busted James Bourne. O CD single contém um cover da canção She Loves You, dos Beatles. Este é o primeiro single da banda a ser lançado também em um DVD single. O vídeo musical de "That Girl" foi premiado "Melhor Videoclipe" no Smash Hits Awards de 2004.

## Faixas
| CD 1 / 7" vinil |                 |         |  |
| N.º             | Título          | Duração |  |
| 1.              | "That Girl"     | 3:21    |  |
| 2.              | "She Loves You" | 2:32    |  |

| CD 2 |                                         |         |  |
| N.º  | Título                                  | Duração |  |
| 1.   | "That Girl"                             | 3:21    |  |
| 2.   | "Obviously" (ao vivo no Liverpool Pops) | 3:17    |  |
| 3.   | "She Loves You"                         | 2:22    |  |
| 4.   | "That Girl" (ao vivo no Liverpool Pops) | 6:04    |  |
| 5.   | "That Girl" (vídeo)                     | 3:29    |  |
| 6.   | "Spiderman 2 Premiere Footage, parte 1" |         |  |

| DVD |                                                     |         |  |
| N.º | Título                                              | Duração |  |
| 1.  | "That Girl" (áudio)                                 | 3:21    |  |
| 2.  | "She Loves You" (ao vivo na Olympic Torch Ceremony) |         |  |
| 3.  | "McFly Movie: The Life Of McFly"                    |         |  |
| 4.  | "Spiderman 2 Premiere Footage, parte 2"             |         |  |

## Vídeo musical
No vídeo musical de "That Girl", os membros do McFly são mostrados trabalhando em um posto de abastecimento, parecendo entediados. Então, uma garota aparece e começa a "paquerar" com Danny, enquanto ele conserta seu carro. Quando ela vai embora, deixa o seu telefone com ele. Porém, três dias depois, ela volta acompanhada de outro homem. Todos se vingam deles de alguma maneira: Harry abastece demais o tanque do carro, Dougie retira partes importante para o funcionamento do veículo e Tom destrói o cartão de crédito do acompanhante, passando-o na máquina várias vezes e muito rápido.
O vídeo acaba com eles vendo o carro bater, depois de Dougie o ter danificado.
Este vídeo foi premiado no Smash Hits Awards de 2004, na categoria de "Melhor Videoclipe".

## Paradas musicais
| Parada (2004/2005)  | Melhor posição |
| ------------------- | -------------- |
| UK Singles Chart    | 3              |
| Irish Singles Chart | 13             |

### Paradas de final de ano
| Parada (2004)        | Posição |
| -------------------- | ------- |
| UK Chart of the Year | 84      |